# Big Island (Virginia)
Big Island è un census-designated place (CDP) degli Stati Uniti d'America, situato nello stato della Virginia, nella contea di Bedford. Secondo il censimento del 2020 gli abitanti di Big Island ammontavano a 300.
La comunità è incentrata su una cartiera della Georgia-Pacific, operativa da più di 125 anni e considerata una delle più longeve negli Stati Uniti.